# Phnompen nemzetközi repülőtér
A Phnompen nemzetközi repülőtér (khmer nyelven: អាកាសយានដ្ឋានអន្តរជាតិភ្នំពេញ) (IATA: PNH, ICAO: VDPP) Kambodzsa legnagyobb forgalmú nemzetközi repülőtere, amely Phnompen közelében található. Éves utasforgalma 1 970 000 fő (2022).

## Futópályák
A repülőtér futópályái:
- 05/23 (3000 m, aszfaltbeton)

## Forgalom
Az utasforgalom az elmúlt években az alábbi módon változott:
| Utasok száma | 600 000 | 900 000 | 900 000 | 1 322 267 | 1 587 986 | 1 839 892 | 2 665 894 | 4 518 086 | 6 029 000 | 1 970 000 |
|              | 1998    | 2001    | 2003    | 2006      | 2009      | 2011      | 2014      | 2017      | 2019      | 2022      |